# Ото II (Мерания)
Вижте пояснителната страница за други личности с името Ото II.
Ото II от Мерания (на немски: Otto II von Meranien; † 19 юни 1248, замък Нистен, Бавария) от Андекската династия-Мерания, е от 1234 г. херцог на Мерания, като Ото III пфалцграф на Бургундия. С Ото II фамилията измира.

## Живот
Той е единственият син на херцог Ото I от Мерания († 1234) и първата му съпруга Беатрис II Бургундска фон Хоенщауфен (1191 – 1231), пфалцграфиня на Бургундия, втората дъщеря на пфалцграф Ото I (1170 – 1200). Правнук е на император Фридрих I Барбароса.
Със смъртта на баща му през 1234 г. той наследява Херцогство Мерания и Пфалцграфство Бургундия. В началото на своето управление той е под опекунството на чичо му, епископ Екберт от Бамберг († 1237).
През 1239 г. се жени за Елизабет Тиролска († 10 октомври 1256), дъщеря на граф Алберт III от Тирол. Бракът е бездетен.
Ото II е погребан в манастир Лангхайм. Вдовицата му се омъжва втори път през 1249 г. за Гебхард IV, граф на Хиршберг († 1275). В Пфалцграфство Бургундия е последван от сестра си Аделхайд.